# Piracetam
Piracetam é um medicamento do grupo dos racetams, com o nome químico 2-oxo-1-pirrolidina-acetamida. Indicado usualmente para o tratamento de perda de memória, alterações da atenção, falta de direção, dislexia em crianças, vertigem e nas alterações da função cerebral pós acidente vascular cerebral.
O alívio dos sintomas aparece geralmente em poucos dias com a administração de altas doses por via intravenosa. No tratamento das doenças em fase crônica, considera-se que um progresso notável geralmente é alcançado após 6 a 12 semanas. Após 3 meses de tratamento, recomenda-se reavaliar a necessidade da continuação da terapêutica.
É frequentemente consumido pelos seus supostos efeitos nootrópicos, apesar da falta de evidências científicas contundentes sobre efeitos positivos do Piracetam sobre a cognição de indivíduos saudáveis.

## Indicações
O piracetam possui as seguintes indicações:
- Tratamento sintomático da síndrome psico-orgânica: as características melhoradas pelo tratamento são perda de memória, alterações da atenção e falta de direção.[1]
- Tratamento de acidente vascular cerebral e de suas sequelas, principalmente afasia.[2]
- Tratamento de dislexia infantil, em associação com — e em suporte de — medidas adicionais apropriadas, como logopedia.[1]
- Vertigem.[4][5]
- Tratamento de vertigem e alterações de equilíbrio associadas, exceto nas vertigens comprovadamente de origem vasomotora ou psíquica. Em casos de origem vasomotora recomenda-se a utilização de uma combinação entre o Piracetam e a Cinarizina, comercializada com o nome EXIT.[6]
- Tratamento (Coadjuvante) de Parestesia quando ocorrida após extrações dentárias (siso).

As indicações acima são as principais, porém, há outras indicações sob investigação.

## Mecanismo de ação
O Piracetam é absorvido rapidamente. Após administração oral, as concentrações plasmáticas máximas em indivíduos em jejum são alcançadas em aproximadamente 30 minutos. Após uma única dose oral de 3,2 g, a concentração máxima é tipicamente de 84 μg/ml. Formulações orais de piracetam são amplamente absorvidos com uma biodisponibilidade próxima a 100%. Ainda não foram encontrados metabolitos de piracetam e a droga é excretada inalterada na urina por filtração glomerular. Embora os alimentos não afetem a extensão da absorção de piracetam, estas diminuem a concentração plasmática máxima da droga em 17% e prolonga tmax de 1,5 h. O Piracetam atravessa as barreiras hematoencefálica  e placentária. É encontrado em todos os tecidos, exceto o tecido adiposo. A absorção para o cérebro é menos rápida do que na circulação e, em quase 8 h, a meia-vida no líquido cefalorraquidiano é maior do que no plasma (cerca de 5 h).
O Piracetam demonstrou ser superior ao placebo em uma meta-análise; com 63,9% de eficácia para o Piracetam e 34,1% para o Placebo.
O mecanismo de ação exato do piracetam, assim como de outros racetams em geral, não é totalmente compreendido. O medicamento influencia as funções neurais e vasculares, e influencia na cognição sem agir como sedativo ou estimulante. Piracetam é um modulador positivo alostérico do receptor AMPA. A hipótese é de agir em canais iônicos ou portadores de íons, conduzindo assim a uma não específica excitabilidade neuronal. Isso explica a sua falta de efeito agonista ou inibitório sobre a ação sináptica, bem como sua baixa toxidade. O metabolismo do GABA e os receptores GABA não são afetados pelo piracetam. Verificou-se também aumento do fluxo sanguíneo e do consumo de oxigênio em partes do cérebro, mas isto pode ser um efeito colateral da atividade aumentada do cérebro em vez de um efeito primário ou mecanismo de ação da droga.
Piracetam melhora a função do neurotransmissor acetilcolina via receptores colinérgicos muscarínicos (ACh), o que melhora o processo da memória. Além disso, piracetam pode ter efeito sobre receptores glutamatérgicos do tipo NMDA, que estão envolvidos em mecanismos de aquisição de memórias e aprendizado. Acredita-se que o piracetam também melhore a permeabilidade da membrana das células cerebrais.
Piracetam também diminui a fadiga mental e apoia a criatividade por melhorar a comunicação entre os 2 hemisférios do cérebro.

## Contraindicações
Considera-se que piracetam não deve ser utilizado em pacientes com alergia conhecida específica ao piracetam, aos derivados de pirrolidona ou a componente do produto. Piracetam também não deve ser utilizado por pacientes com hemorragia cerebral e com doença renal em estágio grave ou final.
Tem sido administrado controladamente em crianças de 1 a 3 anos, com estudos ainda não conclusivos. Todavia, ainda é contraindicado para a faixa etária inferior a 3 anos de idade.
Pessoas que possuam Angiomas Cavernosos no Sistema Nervoso Central, com ou sem histórico de sangramentos, devem evitar o uso.